# 魏明中
魏明中（1921年1月—2014年11月22日），陕西省延长县人，中华人民共和国政治人物。
第二次国共内战期间，供职于红军医院、边区医院、野战医院。中华人民共和国成立后，担任陕西省卫生厅副厅长兼人民医院院长，西北医学院党委书记、副院长，陕西省文教办公室副主任、党委第一书记、主任，西安市副市长、西安市革委会副主任，陕西省外办党组书记、副主任兼省旅游局局长。1985年6月至1993年5月，任陕西省政协副主席。2014年去世。